# Rainsville (Alabama)
Rainsville é uma cidade localizada no estado americano de Alabama, no Condado de DeKalb.

## Demografia
Segundo o censo americano de 2000, a sua população era de 4499 habitantes.
Em 2006, foi estimada uma população de 4871, um aumento de 372 (8.3%).

## Geografia
De acordo com o United States Census Bureau, a localidade tem uma área de 51,4 km², sem área coberta por água.

## Localidades na vizinhança
O diagrama seguinte representa as localidades num raio de 16 km ao redor de Rainsville.